# Stade Ion-Oblemenco
Le stade Ion-Oblemenco (roumain : Stadionul Ion Oblemenco) est un stade omnisports situé à Craiova en Roumanie. Il porte le nom de l´ancien footballeur Ion Oblemenco.
C'est le domicile du CS Universitatea Craiova. Le stade a une capacité de 25 252 places.